# Must-carry
Le must-carry, l’obligation de diffusion, ou l’obligation de diffuser,, dans le domaine de la télévision par câble ou par satellite, est une obligation imposée par les autorités de régulations ou par les gouvernements à partir de lois spécifiques. Ce dispositif rend obligatoire aux câblo-opérateurs ou aux opérateurs de télévision par satellite, la diffusion sur leurs services, des chaînes de télévision pour des raisons politiques ou économiques ou parce qu'ils contiennent des émissions ayant une obligation de service public ou à intérêt public.
Les chaînes de télévision concernées par ce dispositif sont généralement des chaînes publiques mais peuvent également être des chaînes privées qui sont principaux dans leurs pays ou ayant une licence de service public.